# Hornsea
Hornsea ist eine Kleinstadt in der englischen Unitary Authority East Riding of Yorkshire. Sie befindet sich am östlichen Endpunkt des Trans Pennine Trail an der Nordseeküste. Laut Volkszählung hatte Hornsea 2001 insgesamt 8243 Einwohner.

## Geschichte
Bei der im Jahr 1801 erstmals durchgeführten Volkszählung hatte der damals noch Hornsea-with-Burton genannte Ort 533 Einwohner. Obwohl seine Bedeutung als Handelsknoten mit der Zeit gesunken war, war er stets landwirtschaftlich geprägt. Gleichwohl fanden jedes Jahr im August und Dezember zwei Märkte sowie eine Leihbörse für Hofknechte jeden ersten Montag nach Martini statt. 
Gegen Ende des 18. Jahrhunderts erfreute sich das Seebad bei den Touristen des Mittelstands größerer Beliebtheit. Als dann 1864 die Hull and Hornsea Railway eröffnet wurde und sich somit die Fahrzeit zwischen Hornsea und Kingston upon Hull auf 45 Minuten verkürzte, erlebte das Seebad einen enormen wirtschaftlichen Aufschwung. Durch das Bevölkerungswachstum erblühte auch der Handel, und so siedelten sich bis Ende des 19. Jahrhunderts über 50 Läden in Hornsea an.

## Verwaltung
Der Stadtrat hat insgesamt neun Sitze. Hornsea gehört dem Wahlkreis Beverley and Holderness des Europäischen Parlaments an.

## Verkehr
Nachdem sich Richard Beeching in seinem Bericht The Reshaping of British Railways für die Stilllegung der Bahnstrecke der Hull and Hornsea Railway ausgesprochen hatte, wurde die Trasse später zu einem Radwanderweg umfunktioniert. Durch seine Eigenschaft als ehemalige Gleisstrecke besitzt der Weg kaum Steigungen und ist somit leicht zu befahren.
Zwischen Hornsea und Hull werden heute Busverbindungen vom Verkehrsunternehmen Stagecoach durchgeführt.

## Religion

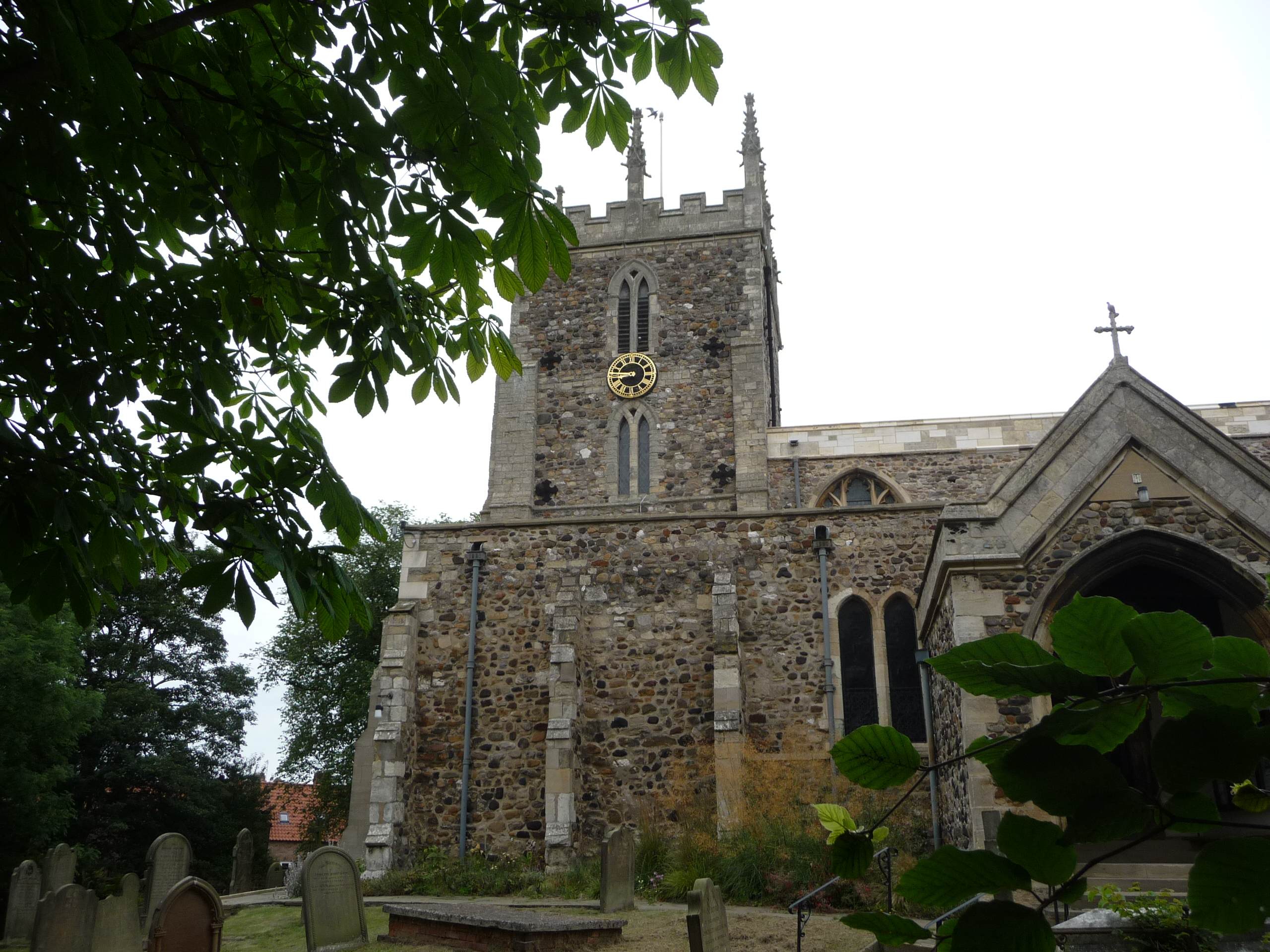
Pfarrkirche St Nicholas

Die evangelische Kirchengemeinde besitzt die Pfarrkirche St Nicholas. Der methodistischen Gemeinde gehören zwei Kapellen, und die Kongregationalisten besitzen ein eigenes, viertes Gotteshaus. 

## Bildung
Die Schulbildung nahm mit dem Bau der Hornsea National School 1845 ihren Anfang. 1901 hatte das Gebäude bei einer Schülerzahl von etwa 180 Schülern Platz für 200 Schüler. 1899 lag das Alter der Schulabgänger bei zwölf Jahren, bei in der Landwirtschaft arbeitenden Kindern sogar schon bei elf Jahren. Ebenfalls 1845 wurde ein Kindergarten mit 100 Plätzen eingerichtet.

## Sonstiges
Die Stadt war für ihre im Jahr 2000 geschlossene Töpferfabrik bekannt. Neben interessanten Exponaten aus der Stadtgeschichte kann im lokalen Heimatmuseum eine gesonderte Ausstellung über die Töpfertradition begutachtet werden. Gegenüber dem Museum steht der Bettisons Folly, ein Turm, der im 19. Jahrhundert von einem hier beheimateten Geschäftsmann namens Bettison erbaut worden war.
Die Uferzone der Stadt ist durch eine der höchsten Erosionsraten der Welt stark gefährdet.
Das Hornsea Mere, Vogelschutzgebiet und Yorkshires größter natürlicher Süßwassersee, befindet sich nahe der Stadt und ist ein beliebtes Segelareal.
Unter anderem statteten T. E. Lawrence und Winston Churchill dem Seebad einen Besuch ab. Später zählte auch Prinzessin Anne (die das Freizeitzentrum eröffnet hatte) sowie Charlotte Brontë zu den prominenten Gästen der Stadt.

## Persönlichkeiten
- Edward John Eyre (1815–1901), Forschungsreisender in Australien und Gouverneur von Jamaika
- Sonia Dresdel (1909–1976), Theater- und Filmschauspielerin
- James O. Urmson (1915–2012), Philosoph